# Tony (chanteur)
Pour les articles homonymes, voir Tony.
Tony, nom de scène de Manfred Oberdörffer, (né le 9 mai 1944 à Hambourg) est un chanteur allemand.

## Biographie
Oberdörffer se fait connaître d'abord sous le nom de Tony ou Tony Tornado comme un chanteur de beat et de rock. Il fait partie du groupe Die Tonics dans les années 1960. À partir de cette époque, il fait des enregistrements avec le groupe The Automatic Blues Inc., sous le nom de "Leadsinger Jerry Blow", un autre pseudonyme d'Oberdörffer. Ils sont publiés par label allemand Europa, qui, entre autres, s'est spécialisé dans la production de disques bon marché avec des groupes sans nom qui sont principalement vendus dans les grands magasins. Au début des années 1970, il passe à la musique pop et obtient quelques succès, avec lesquels il fait notamment des apparitions au ZDF-Hitparade. Entre 1969 et 1977, il fait un total de 13 apparitions dans cette émission. La première est le 29 novembre 1969 avec Dynamite Woman, la dernière est le 19 mars 1977 avec Der nächste Sommer kommt bestimmt. Son premier album Mädchen mit roten Haaren paraît chez Philipps en 1972. Il cesse de publier régulièrement des singles à partir du milieu des années 1970 et se contente de quelques compositions pour d'autres artistes schlager comme Die Flippers ou Nicole. Il tente de se relancer en participant au concours pour représenter l'Allemagne au Concours Eurovision de la chanson 1978 avec Mädchen wie Helena, chanson qu'il a écrite, mais finit neuvième des quinze présentations au public.
En 1991, il fonde le groupe Tony und die Strandpiraten avec Karsten Runge (« Maat »), qui avait connu le succès avec le trio Muskelkater à la fin des années 1970, et Ronald David (« Smuttje »). Il agit en tant que "Käpt'n". Le groupe participe au concours de chansons de Basse-Saxe Lieder so schön wie der Norden en 1991 ; cependant, leur chanson Lüd vunne Woderkant est seulement treizième. Néanmoins, le groupe est invité à des programmes musicaux les années suivantes, notamment dans le nord de l'Allemagne.

## Discographie
Albums
- 1972 : Mädchen mit roten Haaren
- Einfach verrückt
- St. Pauli Polonaise

Singles
- 1968 : Tausend Rosarote Pfeile
- 1969 : Dynamite Woman
- 1970 : Nuevo Laredo
- 1971 : Ich bin ein Mann
- 1971 : Hey, heut Nacht
- 1971 : Mädchen mit roten Haaren
- 1972 : Mädchen, du hast mich verliebt angesehn
- 1972 : Laß das!
- 1972 : Fräulein Annette
- 1972 : Carnaval New Orleans
- 1972 : Roly Poly
- 1973 : Wer hat noch Geld (Sands of Sahara)
- 1974 : Mein letztes Geld geb ich für Blumen aus
- 1974 : Ich denk' an Annie
- 1975 : Komm mal raus, Renate
- 1977 : Der nächste Sommer kommt bestimmt
- 1978 : Kleine Mädchen müssen früher schlafen gehn

## Source de la traduction
- (de) Cet article est partiellement ou en totalité issu de l’article de Wikipédia en allemand intitulé « Tony (Sänger) » (voir la liste des auteurs).